# Kefalóvryso (Messénie)
Kefalóvryso (grec moderne : Κεφαλόβρυσο) est une localité située dans le dème de Messíni, dans le district régional de Messénie, dans la périphérie du Péloponnèse, en Grèce.
Selon le recensement de 2021, elle compte 72 habitants.